# Забрейко, Пётр Петрович
Пётр Петрович Забрейко (бел. Пётр Пятровіч Забрэйка; 3 февраля 1939, Воронеж — 21 марта 2019, Минск) — советский и белорусский математик, профессор кафедры математических методов теории управления, главный научный сотрудник Института математики НАН Беларуси, доктор физико-математических наук (1968), профессор (1969).

## Биография
Родился 3 февраля 1939 года в Воронеже.
В 1961 году окончил математико-механический факультет Воронежского государственного университета. Во время учёбы в аспирантуре под руководством профессора М. А. Красносельского им был получен ряд важных результатов по геометрическим методам анализа, часть из которых вошла в монографию «Векторные поля на плоскости» (1963), написанную в соавторстве с М. А. Красносельским, А. И. Перовым и А. И. Поволоцким и послужившую основой кандидатской диссертации, защищённой в 1964 году.
По окончании аспирантуры работал в ВГУ и Институте автоматики и телемеханики в Москве. Построенная им в этот период систематическая теория операторов и операторных уравнений в идеальных пространствах функций составила основу докторской диссертации, защищённой в 1968 году (на тот момент Пётр Петрович Забрейко стал самым молодым доктором физико-математических наук в СССР).
С 1971 по 1981 год работал в Ярославском государственном университете, последовательно занимая должности профессора, заведующего кафедрой, декана математического факультета, проректора по научной деятельности.
С 1981 года начал работать в Белорусском государственном университете: сначала на должности профессора кафедры функционального анализа до 1988 года, затем заведующего кафедрой математических методов теории управления до 2003 года, основателем которой он является. С 2003 года Пётр Петрович стал профессором этой кафедры. Под его непосредственным руководством на факультете открыта новая специализация — «математические методы в экономике».

## Научная деятельность
Научные исследования П. П. Забрейко охватывают широкий спектр разделов современной математики. Им разработаны алгоритмы вычисления топологических характеристик отображений в вырожденных случаях, что привело к новым теоремам о бифуркации и о разрешимости уравнений в частных производных, построена общая теория идеальных пространств функций и действующих в них интегральных операторов, развиты методы исследования проблем ветвления решений различных классов операторных уравнений.
Ряд результатов исследований Забрейко, ставших уже классическими, коренным образом повлияли на становление и развитие целых областей математических исследований. Широко известны его результаты по теории линейных и нелинейных операторов; аналитическим методам решения операторных уравнений; геометрическим методам анализа; теории дифференциальных уравнений; анализу импульсно-дифференциальных уравнений и т. д.
Является одним из авторов первой строгой математической модели гистерезиса. В последние годы его интересы связаны с анализом равновесных моделей экономики, в частности, им построена полная теория моделей леонтьевского типа и дано решение основных задач для модели Леонтьева — Форда.
Разработал новые универсальные методы анализа интегральных операторов Гаммерштейна и Урысона в идеальных пространствах. Построенная теория охватила как частный случай теорию интегральных операторов в пространствах Лебега, Орлича, Лоренца, Марцинкевича и многих других.
Ввёл и исследовал новый вариант теории идеальных пространств вектор-функций, позволивший, в частности, на основе единого общего подхода анализировать многие классические пространства, изучавшиеся ранее конкретными методами, распространить на идеальные пространства вектор-функций теорию двойственности идеальных пространств скалярных функций, получить удобные критерии ограниченности и компактности множеств, изучить геометрию подпространства функций с абсолютно непрерывной нормой и провести всеобъемлющий анализ интегральных операторов в этих пространствах. Его перу принадлежит более 380 научных работ.
Профессор участвует в разработке совместных научных программ с учёными Вюрцбургского, Рурского, Римского, Калабрийского и Падуанского (Италия) университетов и университета в Лулео (Швеция). Его статьи выходят в престижных международных математических журналах, многие из них написаны совместно с учёными Германии, Италии, США, Югославии, Чехии, Болгарии, Вьетнама и других стран.
Является членом редколлегии международного журнала «Integral equations and its applications», издаваемого в США. Постоянно участвует в издании всемирно известных реферативных журналов «Mathematical Review» и «Zentralblatt MATH».
Пётр Петрович Забрейко — активный участник многочисленных международных математических конференций, неоднократно выступавший на семинарах в различных университетах и научных центрах мира.

## Научные труды
1. Забрейко, П. П.; Красносельский, М. А. К теории неявных функций в банаховых пространствах // Успехи математических наук. 1966. Т. 21, вып. 3. С. 235—237. Архивная копия от 17 августа 2017 на Wayback Machine
2. Забрейко, П. П.; Кошелев, А. И.; Красносельский, М. А.; Михлин, С. Г.; Раковщик, Л. С.; Стеценко, В. Я. Интегральные уравнения. — М.: Наука. 1968.
3. Красносельский, М. А.; Вайникко, Г. М.; Забрейко, П. П.; Рутицкий, Я. Б.; Стеценко, В. Я. Приближённое решение операторных уравнений. — М.: Наука. 1969.
4. Красносельский, М. А.; Забрейко, П. П. Геометрические методы нелинейного анализа. — М.: Наука. 1975.
5. Красносельский, М. А.; Перов, А. И.; Поволоцкий, А. И.; Забрейко, П. П. Векторные поля на плоскости. — М.: Гос. изд. физ.-мат. лит. 1963.
6. Красносельский, М. А.; Забрейко, П. П.; Пустыльник, Е. И.; Соболевский, П. Е. Интегральные операторы в пространствах суммируемых функций. — М.: Наука. 1966.
7. Алехно, Е. А.; Забрейко, П. П. О слабой непрерывности оператора суперпозиции в идеальных пространствах с непрерывной мерой // Труды Института математики НАН Беларуси. 2004. Т. 12, № 1. С. 21-24. Архивная копия от 17 августа 2017 на Wayback Machine
8. Забрейко, П. П.; Таныгина, А. Н. Продуктивность открытой модели Леонтьева-Форда в пространствах ограниченных непрерывных функций // Вестник Белорусского государственного университета. Сер. 1, Физика. Математика. Информатика. 2009. № 1. С. 97-102. Архивная копия от 17 августа 2017 на Wayback Machine
9. Забрейко, П. П.; Радыно, Я. В. Приложения теории неподвижных точек к задаче Коши для уравнений с ухудшающими операторами // Дифференциальные уравнения. 1987. Т. 23, № 2. С. 345—348. Архивная копия от 17 августа 2017 на Wayback Machine
10. Gorokhovik, V.V.; Zabreiko, P.P. On Fréchet differentiability of multifunctions // Optimization. 2005. V. 54, No. 4-5. P. 391—409. Архивная копия от 17 августа 2017 на Wayback Machine